# 4월 7일
4월 7일은 그레고리력으로 97번째(윤년일 경우 98번째) 날에 해당한다.

## 사건
- 397년 - 호노리우스 황제에 의해 로마에서 야만인의 옷(barbarian clothing)을 입는 것이 금지되다.
- 451년 - 훈족의 아틸라가 프랑스의 메스를 약탈하고 갈리아의 다른 도시를 공격하다.
- 529년 - 동로마 제국의 유스티니아누스 1세가 로마법 대전의 첫 번째 초안을 편찬하다.
- 1141년 - 마틸다 황후가 잉글랜드의 레이디(Lady of the English)로 선출됨으로써 영국 최초의 여성 통치자가 되다.
- 1348년 - 카렐 대학교가 프라하에서 설립되다.
- 1655년 - 교황 알렉산데르 7세, 237대 로마 교황 취임.
- 1795년 - 프랑스에서 미터가 길이의 단위로 채택되다.
- 1939년 - 아흐메트 조그 1세, 알바니아 국왕에서 퇴위하다.
- 1945년 - 제2차 세계대전 일본 야마토 전함 침몰.
- 2000년 - 2000년 동해안 산불이 발생했다.
- 2006년 - 자유민주연합이 한나라당에 흡수되었다.
- 2008년 - 뉴질랜드와 중화인민공화국이 자유무역협정(FTA)을 체결했다.
- 2021년 - 대한민국에서 2021 재·보궐선거가 진행되었다.

## 문화
- 1805년 - 루트비히 판 베토벤의 《교향곡 3번 영웅》이 빈에서 초연되다.
- 1896년 - 한국 최초의 한글체 신문이자 최초의 영자 신문인 독립신문을 서재필, 유길준 등이 창간하였다.
- 1948년 - 세계보건기구가 설립되었다.
- 1969년 - 인터넷의 상징적인 생일. RFC 1이 발표되다.
- 2002년 - 문화방송의 텔레비전 프로그램 신비한TV 서프라이즈가 첫 방영되다.
- 2013년
  - KBO 리그 오승환이 역대 최초 250세이브를 달성했다.
  - KBS 클래식FM의 동창이 밝았느냐가 22년 만에 폐지되었다.
- 2015년 - 에어서울 설립
- 2017년 - TV조선 방영 프로그램 애정통일남남북녀가 종영 되었다
- 2020년 - 초이락컨텐츠팩토리, 희원엔터테이먼트가 만든 빠샤메카드S가 완결했다.
- 2024년 - TBS FM 9595쇼의 34년 만에 최장수 프로그램이 종영되었다.

## 탄생
- 566년 - 중국 당나라의 초대 황제 당 고조. (~635년)
- 1506년 - 스페인의 선교사이자 성자, 예수회 공동 설립자 프란치스코 하비에르. (~1552년)
- 1644년 - 프랑스의 원수 빌레루아 공작 프랑수아 드 뇌빌. (~1730년)
- 1652년 - 제246대 로마의 교황 교황 클레멘스 12세. (~1740년)
- 1770년 - 영국의 낭만파 시인 윌리엄 워즈워스. (~1850년)
- 1772년 - 프랑스의 공상적 사회주의자 샤를 푸리에. (~1837년)
- 1786년 - 미국의 부통령 윌리엄 R. 킹. (~1853년)
- 1888년 - 대한민국의 독립운동가 이용. (~1954년)
- 1889년 - 칠레의 시인이자 작가, 외교관, 노벨문학상 수상자 루실라 고도이 데 알카야가. (~1957년)
- 1891년 - 덴마크의 목수이자 레고 창업자 올레 키르크 크리스티안센. (~1958년)
- 1915년 - 미국의 재즈 가수 빌리 홀리데이. (~1959년)
- 1918년 - 미국의 야구 선수 보비 도어. (~2017년)
- 1920년 - 인도의 음악인 라비 샹카르. (~2012년)
- 1922년 - 대한민국의 조각가 권진규. (~1973년)
- 1924년
  - 대한민국의 의사, 정치인 박숙현. (~2006년)
  - 대한민국의 가수 박재홍. (~1989년)
- 1926년 - 일본의 외교관 하시모토 히로시. (~2014년)
- 1927년 - 대한민국의 어부, 기업인 윤정구. (~2018년)
- 1928년 - 미국의 배우 제임스 가너. (~2014년)
- 1930년 - 프랑스의 기업인 이브로셰. (~2009년)
- 1933년 - 미국 웨스트민스터 신학교의 교수 하비 콘. (~1999년)
- 1935년 - 대한민국의 기업인 김재철.
- 1939년 - 미국의 영화 감독 프랜시스 포드 코폴라.
- 1941년 - 대한민국의 국회의원 심대평.
- 1944년 - 독일의 총리, 정치인 게르하르트 슈뢰더.
- 1947년 - 독일의 음악가 플로리안 슈나이더. (~2020년)
- 1950년 - 대한민국의 배우 이승철.
- 1951년 - 대한민국의 정치인, 지방자치단체장 유천호. (~2024년)
- 1953년 - 대한민국의 정치인 남유진.
- 1954년
  - 대한민국의 법조인 겸 정치인, 제17대 국회의원 이원영.
  - 홍콩의 영화배우 성룡.
- 1955년 - 대한민국의 제38대 외교부 장관 강경화.
- 1957년
  - 대한민국의 가수, 음악가 김수철.
  - 대한민국의 배우 김갑수.
- 1958년 - 일본의 성우 아다치 시노부.
- 1961년 - 대한민국의 검사 김광준.
- 1962년
  - 대한민국의 성우 문관일.
  - 오스트레일리아의 사격 선수 워런 포튼트.
- 1964년 - 오스트레일리아의 배우 러셀 크로.
- 1965년 - 대한민국의 아동문학가 현영길.
- 1966년
  - 대한민국의 정치인 김부영. (~2023년)
  - 이탈리아의 펜싱 선수 마르게리타 찰라피.
- 1967년 - 독일의 전 축구 선수 보도 일그너.
- 1968년 - 미국의 각본가 겸 영화감독 애덤 매케이.
- 1970년 - 대한민국의 작곡가 겸 가수 아스트로 비츠.
- 1971년 - 프랑스의 배우 기욤 드빠르디유. (~2008년)
- 1973년 - 대한민국의 가수, 작곡가 오지훈.
- 1974년 - 대한민국의 전 배구 선수 최광희.
- 1975년 - 스웨덴의 가수 카린 드레이예르 안데르손.
- 1976년 - 대한민국의 배우 이승훈.
- 1977년 - 대한민국의 가수 송우진 (스윗 소로우).
- 1979년 - 도미니카 공화국의 야구 선수 아드리안 벨트레.
- 1980년
  - 대한민국의 야구 선수 김상현.
  - 일본의 영화 배우 다케자이 데루노스케.
  - 대한민국의 야구 선수 김태영.
  - 일본의 배우 타마야마 테츠지.
  - 대한민국의 배우 승재.
  - 대한민국의 가수 진엑스.
- 1981년 - 대한민국의 스키 선수 이채원.
- 1982년 - 대한민국의 배우 고동현.
- 1983년
  - 대한민국의 방송인, 전 아나운서 문지애.
  - 프랑스의 축구 선수 프랑크 리베리.
  - 대한민국의 축구 선수 김수연.
- 1984년 - 캐나다의 래퍼, 프로듀서 벨리.
- 1985년 - 일본의 가수 MiChi.
- 1986년
  - 대한민국의 배우 전소민.
  - 대한민국의 배우 반세정.
  - 대한민국의 배우 신고은.
  - 대한민국의 가수, 배우 시원 (슈퍼주니어).
- 1987년
  - 푸에르토리코의 배우 이스마엘 크루스 코르도바.
  - 우루과이의 축구 선수 마르틴 카세레스.
- 1988년
  - 대한민국의 배우 안수빈.
  - 영국의 배우 에드워드 스펠리어스.
- 1989년
  - 폴란드의 가수 실비아 그제슈차크.
  - 프랑스의 유도 선수 테디 리네르.
- 1990년
  - 대한민국의 배우 나혜진.
  - 대한민국의 가수 한해 (팬텀).
  - 스페인의 배우 비키 루엥고.
- 1991년
  - 대한민국의 육상 선수 최병광.
  - 영국의 가수 앤마리.
  - 세르비아의 축구 선수 루카 밀리보예비치.
- 1992년
  - 미국의 가수 알렉시스 조던.
  - 대한민국의 가수 편강윤.
- 1993년 - 대한민국의 가수 윤현상.
- 1994년
  - 대한민국의 축구 선수 이금민.
  - 일본의 유도 선수 다시로 미쿠.
  - 네델란드의 축구 선수 안드리스 노퍼르트.
  - 세르비아의 축구 선수 마르코 두간지치.
- 1995년 - 대한민국의 수영 선수 임태정.
- 1996년
  - 대한민국의 야구 선수 박효준.
  - 대한민국의 야구 선수 남경호.
- 1997년
  - 대한민국의 가수 로즈마일.
  - 대한민국의 바둑 기사 김명훈.
- 1999년 - 대한민국의 가수 시아지우.
- 2000년
  - 대한민국의 농구 선수 박지현.
  - 대한민국의 축구 선수 이준석.
  - 대한민국의 리그 오브 레전드 프로게이머 엔비.
  - 프랑스의 펜싱 선수 세바스티앵 파트리스.
- 2001년
  - 대한민국의 야구 선수 김태경.
  - 조선민주주의인민공화국의 다이빙 선수 김미래.
- 2002년 - 대한민국의 가수 재현.
- 2003년 - 대한민국의 가수 이우진. (GHOST9)
- 2006년 - 대한민국의 배우 곽지혜.
- 2007년 - 대한민국의 가수 지영.
- 2009년 - 대한민국의 가수 김수빈.

## 사망
- 30년 - 기독교의 교주 예수. (기원전 4년~)
- 1498년 - 프랑스의 왕 샤를 8세. (1470년~)
- 1803년 - 아이티의 혁명가, 독립 투사 루베르튀르. (1473년~)
- 1836년 - 조선의 실학자, 철학자 정약용. (1762년~)
- 1845년 - 조제프 보나파르트의 아내 쥘리 클라리. (1771년~)
- 1920년 - 대한민국의 독립운동가 최재형. (1860년~)
- 1947년 - 포드 자동차 회사의 창립자 및 경영자 헨리 포드. (1863년~)
- 1969년 - 대한민국의 시인 신동엽. (1930년~)
- 1976년 - 대한민국의 독립운동가 오광심. (1910년~)
- 1985년 - 독일의 법학자, 정치학자 카를 슈미트. (1911년~)
- 2000년 - 브라질의 축구 선수 모아시르 바르보자. (1921년~)
- 2005년 - 미국의 야구인 밥 케네디. (1920년~)
- 2010년 - 일본의 야구인 기무라 다쿠야. (1972년~)
- 2015년 - 미국의 배우 제프리 루이스. (1935년~)
- 2017년
  - 대한민국의 정치인 김용환. (1932년~)
  - 영국의 배우 팀 피곳 스미스. (1946년~)
- 2018년 - 독일의 물리학자, 연구원 페터 그륀베르크. (1939년~)
- 2019년 - 미국의 영화배우 시모어 카셀. (1935년~)
- 2020년 - 미국의 영화배우 앨런 가필드. (1939년~)
- 2022년 - 일본의 만화가 후지코 후지오 A. (1934년~)
- 2023년 - 미국의 변호사 벤 페렌츠. (1920년~)
- 2024년
  - 대한민국의 정치인 김형태. (1952년~)
  - 대한민국의 교수 변인자. (1957년~)
  - 아일랜드의 축구 선수 조 키니어. (1946년~)
- 2025년 - 미국의 영화배우 조이 D. 비에이라. (1944년~)

## 기념일
- 세계 보건의 날
- 신문의 날: 대한민국
- 아르메니아 출산과 미용의 날
- 르완다 제노사이드 추모일
- 모잠비크 여성의 날

## 같이 보기
- 전날: 4월 6일 다음날: 4월 8일 - 전달: 3월 7일 다음달: 5월 7일
- 음력: 4월 7일
- 모두 보기